# Richtlinie (EU) 2019/633 über unlautere Handelspraktiken in den Geschäftsbeziehungen zwischen Unternehmen in der Agrar- und Lebensmittelversorgungskette
Die Richtlinie (EU) 2019/633 (auch UTP-RL) dient dazu, unlautere Handelspraktiken (uHP) in den Geschäftsbeziehungen zwischen Unternehmen in der Agrar- und Lebensmittelversorgungskette zu verhindern.

## Geschichte
Die Problematik der Anwendung unlauterer Handelspraktiken in den Geschäftsbeziehungen zwischen Unternehmen in der Agrar- und Lebensmittelversorgungskette ist seit langem bekannt. Bereits im 19. Jahrhundert entstanden bäuerliche Einkaufsgemeinschaften, Vermarktungsgenossenschaften (z. B. Friedrich Wilhelm Raiffeisen, Franz Michael Felder etc.) und andere Vereinigungen, um missbräuchliche Praktiken großer Handelsunternehmen und von Einkäufern bzw. Zwischenhändlern zu verhindern bzw. Alternativen für die Lebensmittel produzierenden Bauern dazu aufzubauen. Lange Zeit wurde das Problem nur auf Ebene der Unionsmitgliedstaaten zu lösen versucht (z. B. Nahversorgergesetz in Österreich).
Um ein ausgewogeneres Verhältnis zwischen den Beteiligten der Agrar- und Lebensmittelversorgungskette zu erreichen, hat die Europäische Kommission seit 2009 Informationen veröffentlicht und Empfehlungen ausgesprochen, um die Problematik aufzuzeigen. Daraufhin forderte das Europäische Parlament in einer Entschließung vom 7. Juni 2016 die Kommission auf, einen Rechtsvorschlag auszuarbeiten. Der Rat der Europäischen Union folgte mit einer Schlussfolgerung vom 12. Dezember 2016. Die Kommission ist daraufhin tätig geworden und es wurden öffentliche Konsultationen etc. durchgeführt und schlussendlich 2018 ein Vorschlag für eine Richtlinie über unlautere Handelspraktiken in den Geschäftsbeziehungen zwischen Unternehmen in der Agrar- und Lebensmittelversorgungskette vorgelegt.

## Ziele und Zweck der Richtlinie
Ziele und Zweck der Richtlinie ist es, unlautere Handelspraktiken in den Geschäftsbeziehungen zwischen Unternehmen in der Lebensmittelversorgungskette zu verhindern. In der Agrar- und Lebensmittelversorgungskette bestehen oft erhebliche Ungleichgewichte in Bezug auf die Verhandlungsmacht von Lieferanten und Käufern von Agrar- und Lebensmittelerzeugnissen. Diese Ungleichgewichte bei der Verhandlungsmacht haben mit hoher Wahrscheinlichkeit unlautere Handelspraktiken zur Folge, wenn bei einem Verkauf größere und mächtigere Handelspartner versuchen, bestimmte für sie vorteilhafte Praktiken oder vertragliche Vereinbarungen durchzusetzen. Solche Praktiken können beispielsweise gröblich von der guten Handelspraxis abweichen, gegen das Gebot von Treu und Glauben und des redlichen Geschäftsverkehrs verstoßen und einem Handelspartner einseitig von einem anderen aufgezwungen werden; oder das wirtschaftliche Risiko auf unbegründete und unverhältnismäßige Art und Weise von einem Handelspartner auf einen anderen abwälzen; oder einem Handelspartner in einem erheblichen Missverhältnis zueinander stehende Rechte und Pflichten auferlegen. Bestimmte Praktiken könnten offensichtlich unlauter sein, selbst wenn beide Parteien zustimmen.
Die Richtlinie unterscheidet dabei zwischen absolut verbotenen Handelspraktiken (Artikel 3 Abs. 1) und relativ verbotenen (Artikel 3 Abs. 2). Relativ verbotene Handelspraktiken können, wenn diese zuvor klar und eindeutig in der Liefervereinbarung oder in einer Folgevereinbarung zwischen dem Lieferanten und dem Käufer vereinbart wurden, zulässig sein. Die Unionsmitgliedstaaten können jedoch auch relativ verbotene Handelspraktiken im nationalen Gesetz als absolut verbotene normieren.

## Bestimmungen aus der Richtlinie (EU) 2019/633
Im Weiteren werden ausgesuchte, spezielle Bestimmungen aus der Richtlinie (EU) 2019/633 aufgezeigt. Diese Aufzählungen sind nicht vollständig.

### Von der Richtlinie betroffene Einrichtungen und Personen
Um unlautere Handelspraktiken in Geschäftsbeziehungen zwischen Unternehmen in der Agrar- und Lebensmittelversorgungskette zu verhindern, gilt diese Richtlinie nicht nur für Unternehmen (natürliche und juristische Personen) in der Europäischen Union (EU), sondern auch für Unternehmen aus Drittstaaten, welche die Lebensmittelversorgungskette in der EU beliefern wollen, sowie auch staatliche Einrichtungen. Dies hat den Grund darin, dass unlautere Handelspraktiken in der Lebensmittelversorgungskette zu Einkommensunsicherheit, Lebensmittelverschwendung, niedrigen Lebensmittelstandards und moderner Sklaverei, und zwar sowohl in der EU als auch über ihre Grenzen hinaus führen können. Die Richtlinie gilt nicht für Handelsbeziehungen zwischen Unternehmen und Privatpersonen.
Wegen der unterschiedlichen Marktmacht von produzierenden und kaufenden Marktteilnehmern bestehen Jahresumsatzschwellenwerte, ab denen eine unlautere Handelspraktik verboten ist.

### Besonderheiten des Agrar- und Lebensmittelerzeugungssektors
Neben den für alle Unternehmen bestehenden Geschäftsrisiken kommen in der landwirtschaftlichen Erzeugung aufgrund ihrer Abhängigkeit von biologischen Prozessen und wegen ihrer Anfälligkeit für Witterungsverhältnisse weitere Geschäftsrisiken besonders stark zum Tragen. Diese Unsicherheit wird noch dadurch verschärft, dass Agrar- und Lebensmittelerzeugnisse mehr oder weniger leicht verderblich und saisonabhängig sind.

### Mindeststandard
Durch die RL 2019/633 soll ein Mindeststandard zum Schutz vor unlauteren Handelspraktiken eingeführt werden, um solche Praktiken einzudämmen, die mit hoher Wahrscheinlichkeit negative Auswirkungen auf den Lebensstandard der landwirtschaftlichen Bevölkerung haben. Gemäß dem mit dieser Richtlinie verfolgten Konzept der Mindestharmonisierung können die Mitgliedstaaten nationale Vorschriften für unlautere Handelspraktiken erlassen oder beibehalten, die über die in dieser Richtlinie aufgeführten Praktiken hinausgehen.

### Rechtsbehelfe
Um die Vorgaben der Richtlinie 2019/633 durchsetzen zu können, müssen die Unionsmitgliedstaaten eine oder mehrere Durchsetzungsbehörden bestimmen. Bei dieser können sich Betroffene vertraulich beschweren.
Zusätzlich können die Unionsmitgliedstaaten alternative Streitbeilegungsverfahren vorsehen (z. B. Mediation).

### Anwendungszeitraum
Die aus der Richtlinie (EU) 2019/633 gewährleisteten Rechte gelten ab dem 1. November 2021.

## Geltungsbereich der Richtlinie
Der Geltungsbereich der Richtlinie (EU) 2019/633 vom 17. April 2019 erstreckt sich auf die Unionsmitgliedstaaten, indirekt aber auch auf die Mitgliedstaaten des EWR: Island, Liechtenstein bzw. Norwegen und alle anderen Drittstaaten, nicht aber zwischen diesen.

## Rechtsgrundlage
Der Erlass der Richtlinie (EU) 2019/633 wurde insbesondere auf Artikel 43 Abs. 2 AEUV gestützt (Gestaltung und Durchführung der Gemeinsamen Agrarpolitik). Die Richtlinie wurde vom Rat und dem Europäischen Parlament im Rahmen des ordentlichen Gesetzgebungsverfahrens erlassen.

## Aufbau der Richtlinie (EU) 2019/633
Die Richtlinie (EU) 2019/633 vom 17. April 2019 hat folgenden Aufbau:
- Erwägungsgründe
- Artikel 1 (Gegenstand und Anwendungsbereich)
- Artikel 2 (Begriffsbestimmungen)
- Artikel 3 (Verbot unlauterer Handelspraktiken)
- Artikel 4 (Benannte Durchsetzungsbehörden)
- Artikel 5 (Beschwerden und Vertraulichkeit)
- Artikel 6 (Befugnisse der Durchsetzungsbehörden)
- Artikel 7 (Alternative Streitbeilegung)
- Artikel 8 (Zusammenarbeit zwischen den Durchsetzungsbehörden)
- Artikel 9 (Nationale Vorschriften)
- Artikel 10 (Berichterstattung)
- Artikel 11 (Ausschussverfahren)
- Artikel 12 (Bewertung)
- Artikel 13 (Umsetzung)
- Artikel 14 (Inkrafttreten)
- Artikel 15 (Adressaten)

## Umsetzung der Richtlinie
Diese Richtlinie wurde am 17. April 2019 unterzeichnet und ist am 30. April 2019 in Kraft getreten. Die Richtlinie war gemäß Artikel 13 Abs. 1 der Richtlinie (EU) 2019/633 bis zum 1. Mai 2021 von den Unionsmitgliedstaaten in nationales Recht umzusetzen und die in der Richtlinie genannten Maßnahmen waren bis längstens ab 1. November 2021 innerstaatlich anzuwenden.

### Deutschland
In Deutschland wurde die EU-Richtlinie durch das Gesetz zur Stärkung der Organisationen und Lieferketten im Agrarbereich (Agrarorganisationen-und-Lieferketten-Gesetz – AgrarOLkG) in der Fassung der Bekanntmachung vom 24. August 2021 (BGBl. I S. 4036), zuletzt geändert durch Artikel 2 Absatz 21 des Gesetzes vom 20. Dezember 2022 (BGBl. I S. 2752), umgesetzt.
Im November 2023 veröffentlichte Ergebnisse einer umfassenden Evaluierung durch das Bundesministerium für Ernährung und Landwirtschaft zeigten allerdings, dass unlautere Praktiken angewendet werden, die über die mit dem AgrarOLkG verbotenen Praktiken hinausgehen. Daher vereinbarte die Bundesregierung eine weitere Novelle des AgrarOLkG, die im Rahmen eines sogenannten Agrarpakets am 5. Juli 2024 vom Deutschen Bundestag beschlossen wurde. Sie sieht vor, dass Lieferanten, die bislang nur befristet vom Anwendungsbereich des Gesetzes erfasst waren, dauerhaft in den Schutzbereich einbezogen werden. Das Retourenverbot (Paragraf 12) und das Verbot von Vereinbarungen zu Lagerkosten (Paragraf 14) wurden durch Ausnahmen ergänzt, die UTP-Verbote durch ein Umgehungsverbot ergänzt. Die Vorschriften zur Einbeziehung des Bundeskartellamtes in die Entscheidungen der Durchsetzungsbehörde wurden aufgehoben und durch eine Befugnis zum gegenseitigen Informationsaustausch beider Behörden ersetzt. Das Marktorganisationsgesetz wurde an die Regelung im Verwaltungsverfahrensgesetz angepasst.